# بطولة تولون 2009
كانت بطولة تولون 2009 هي النسخة السابعة والثلاثون من بطولة تولون، وأقيمت في الفترة من 3 يونيو إلى 12 يونيو 2009. اختتمت البطولة بالمباراة النهائية بين فرنسا وتشيلي في ملعب مايول في تولون حيث فازت تشيلي بأول لقب لها بعد بطولة تولون. النتيجة النهائية 1-0 سجلها جيرسون مارتينيز في الدقيقة 73.

## المنتخبات المشاركة
- الأرجنتين
- مصر
- هولندا
- الإمارات العربية المتحدة
- فرنسا (مضيف)
- البرتغال
- تشيلي
- قطر

## الأماكن
أقيمت المبارات في هذه البلديات:
- أوباغن
- Bormes
- لا سين سور مير
- Saint-Cyr-sur-Mer
- تولون

## النتيجة

### المجموعة أ
| الفريق                   | لعب | ف | ت | خ | أ.له | أ.ع | أ.ف | نقاط | التأهل                |
| ------------------------ | --- | - | - | - | ---- | --- | --- | ---- | --------------------- |
| الأرجنتين                | 3   | 2 | 1 | 0 | 8    | 3   | +5  | 7    | Advance to Semi-final |
| هولندا                   | 3   | 1 | 1 | 1 | 2    | 5   | −3  | 4    | Advance to Semi-final |
| الإمارات العربية المتحدة | 3   | 1 | 1 | 1 | 2    | 2   | 0   | 4    |                       |
| مصر                      | 3   | 0 | 1 | 2 | 3    | 5   | −2  | 1    |                       |

#### المباريات
| مصر | 0–1    | الإمارات العربية المتحدة                 |
| --- | ------ | ---------------------------------------- |
|     | Report | محمد فوزي (لاعب كرة قدم مواليد 1990) 32' |

| الأرجنتين                                                                 | 4–0    | هولندا |
| ------------------------------------------------------------------------- | ------ | ------ |
| فرانكو خارا 10' · دييغو بيروتي 47' · إيفر بانيغا 65' · دييغو بونانوتي 81' | Report |        |

| هولندا                  | 1–0    | الإمارات العربية المتحدة |
| ----------------------- | ------ | ------------------------ |
| ريكي فان فولفسفينكل 36' | Report |                          |

| الأرجنتين                                                     | 3–2    | مصر                                         |
| ------------------------------------------------------------- | ------ | ------------------------------------------- |
| إيفر بانيغا 39' (ركلة.) · بابو غوميز 53' · دييغو بونانوتي 71' | Report | Ahmed Mohamed 37' · إسلام رمضان 58' (ركلة.) |

| الإمارات العربية المتحدة | 1–1    | الأرجنتين      |
| ------------------------ | ------ | -------------- |
| Al-Menhali 45'           | Report | Trecarichi 53' |

| مصر              | 1–1    | هولندا             |
| ---------------- | ------ | ------------------ |
| مصطفى عفروتو 13' | Report | دونوفان ديكمان 67' |

### المجموعة ب
| الفريق   | لعب | ف | ت | خ | أ.له | أ.ع | أ.ف | نقاط | التأهل                |
| -------- | --- | - | - | - | ---- | --- | --- | ---- | --------------------- |
| تشيلي    | 3   | 3 | 0 | 0 | 5    | 0   | +5  | 9    | Advance to Semi-final |
| فرنسا    | 3   | 2 | 0 | 1 | 2    | 1   | +1  | 6    | Advance to Semi-final |
| البرتغال | 3   | 1 | 0 | 2 | 6    | 2   | +4  | 3    |                       |
| قطر      | 3   | 0 | 0 | 3 | 0    | 10  | −10 | 0    |                       |

#### المباريات
| البرتغال | 0–1    | تشيلي               |
| -------- | ------ | ------------------- |
|          | Report | جيرسون مارتينيز 78' |

| فرنسا             | 1–0    | قطر |
| ----------------- | ------ | --- |
| باكاري ساكو 80+2' | Report |     |

| فرنسا             | 1–0    | البرتغال |
| ----------------- | ------ | -------- |
| يانوس سانكاري 27' | Report |          |

| قطر | 0–3    | تشيلي                                         |
| --- | ------ | --------------------------------------------- |
|     | Report | إدواردو فارغاس 23'، 65' · جيرسون مارتينيز 68' |

| البرتغال                                                                         | 6–0    | قطر |
| -------------------------------------------------------------------------------- | ------ | --- |
| فابيو كوينتراو 18' (ركلة.)، 24'، 36' · يازالدي 30'، 62' · ستانيسلاس أوليفيرا 31' | Report |     |

| تشيلي                 | 1–0    | فرنسا |
| --------------------- | ------ | ----- |
| جيرسون مارتينيز 80+1' | Report |       |

### نصف النهائي
| تشيلي                                                                    | 1–1    | هولندا                                                                             |
| ------------------------------------------------------------------------ | ------ | ---------------------------------------------------------------------------------- |
| إدواردو فارغاس 20'                                                       | Report | ريكي فان فولفسفينكل 11'                                                            |
| ركلات الترجيح                                                            |        |                                                                                    |
| جيرسون مارتينيز · Medel · إدواردو فارغاس · لويس بافيز كونتريرز · Barrera | 5–4    | دونوفان ديكمان · Ter Horst · داريل يانمات · غيرت أريند روردا · ريكي فان فولفسفينكل |

| الأرجنتين                                                | 1–1    | فرنسا                                                   |
| -------------------------------------------------------- | ------ | ------------------------------------------------------- |
| دييغو بونانوتي 10'                                       | Report | جيريس كيمبو إكوكو 6'                                    |
| ركلات الترجيح                                            |        |                                                         |
| دييغو بيروتي · إيفر بانيغا · جيرمان بيزيلا · فرانكو خارا | 1–3    | غريغوري سيرتيتش · إتيان كابو · ديفيد نغوغ · باكاري ساكو |

### المركز الثالث
| هولندا | 0–1    | الأرجنتين          |
| ------ | ------ | ------------------ |
|        | Report | دييغو بونانوتي 78' |

### النهائي
| تشيلي               | 1–0    | فرنسا |
| ------------------- | ------ | ----- |
| جيرسون مارتينيز 73' | Report |       |

## الفائز
| بطولة تولون الدولية 2009 |
| ------------------------ |
| · تشيلي · للمرة الأولى   |

## الهدافيين
4 أهداف
- دييغو بونانوتي
- جيرسون مارتينيز

3 أهداف
- فابيو كوينتراو
- إدواردو فارغاس

2 أهداف
- إيفر بانيغا
- يازالدي
- ريكي فان فولفسفينكل

1 هدف
- بابو غوميز
- فرانكو خارا
- دييغو بيروتي
- محمد فوزي (لاعب كرة قدم مواليد 1990)
- باكاري ساكو
- Marzouk Salah
- إسلام رمضان
- يانوس سانكاري
- دونوفان ديكمان
- مصطفى عفروتو
- Lucas Trecarichi
- Sultan Al-Menhali
- ستانيسلاس أوليفيرا
- جيريس كيمبو إكوكو